# Johann Alerich Feldhus
Johann Alerich Feldhus (* 17. Januar 1850 in Specken; † 26. März 1931 in Bad Zwischenahn) war ein deutscher Landwirt, Oldenburgischer Kammerpräsident sowie Oldenburgischer Landtagsabgeordneter.

## Leben

### Herkunft und frühe Jahre
Feldhus war der Sohn des Landwirts Johann Wilhelm Feldhus (* 1823) und der Helene Catharine geb. Hempen. Nach dem Besuch der Volksschule erlernte er die praktische Landwirtschaft auf dem väterlichen Hof und betrieb daneben ein schnell aufblühendes Fuhrunternehmen. Insbesondere übernahm er den Transport von Hopfen, der zu dieser Zeit noch im Ammerland angebaut wurde, zur nächsten Eisenbahnstation – das war bis 1867 Bremen. Außerdem betrieb er Fischerei im Zwischenahner Meer und fuhr mehrere Jahre das Dampfschiff auf der regelmäßigen Route von Bad Zwischenahn nach Dreibergen. Im Deutsch-Französischen Krieg von 1870/71 machte er die Kämpfe ab dem Gefecht bei Beaumont und der Schlacht von Sedan bis zu der Belagerung von Paris mit.
1883 wurde Feldhus – als Nachfolger seines Onkels Heinrich Gerhard Feldhus – zum Gemeindevorsteher von Zwischenahn gewählt. Äußerst tüchtig in diesem Amt, wurde er immer wieder gewählt, ehe er 1923 das Amt von sich aus niederlegte. Als Gemeindevorsteher gründete Feldhus 1893 auf Anregung des Cloppenburger Landwirtschaftslehrers Pieper in Zwischenahn eine Landwirtschaftliche Winterschule, die erste des Oldenburger Landes. Die Spar- und Darlehnskasse, die spätere Zwischenahner Bank, hat er mitbegründet. Mit beidem leistete er seinen lokalen Beitrag zur durchgreifenden Oldenburger Landwirtschaftsmodernisierung um 1900.

### Politik
Von 1890 bis 1899 und von 1902 bis 1919 war Feldhus Mitglied des Oldenburgischen Landtags für den Wahlkreis IV (Amt Westerstede). Er vertrat innerhalb der Fraktion der Nationalliberalen Partei (NLP) die Agrarier-Interessen. Seit Gründung der Oldenburgischen Landwirtschaftskammer im Jahre 1900 war er deren Vorstandsmitglied, wurde stellvertretender Vorsitzender und 1918 deren Präsident. In dieser Funktion hatte er die Oldenburgische Landwirtschaft durch die schwierigen Jahre der Agrarkrise während der Weimarer Republik zu führen. 1929 – mit 79 Jahren – legte er dieses Amt nieder. Feldhus war daneben Mitglied der Deutschen Landwirtschaftsgesellschaft (DLG), des Verkehrsverbandes Niedersachsen und der Berufsgenossenschaft Oldenburgischer Landwirte. Zahlreiche Ehrungen wurden ihm zuteil. So wurde er 1918 zum Geheimen Ökonomierat ernannt, erhielt 1923 von den vereinigten drei oldenburgischen Kammern das Ehrenkreuz und wurde im gleichen Jahr von seiner Heimatgemeinde Bad Zwischenahn zum Ehrenbürger ernannt.

### Familie
Am 24. Oktober 1873 heiratete er Wübke Helene Ahrens (* 1848), die Tochter des Hausmanns Alert Ahrens in Kayhausen und der Anna Elisabeth geb. Höpker. Aus der Ehe gingen vier Söhne und zwei Töchter hervor.